# Csengettyű

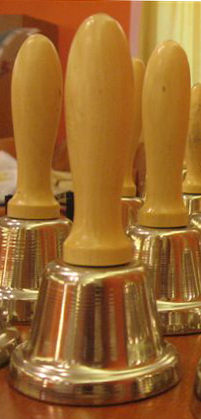
Csengettyűk

A kézi csengettyű templomi harangokkal azonos formájú, de kisebb méretű fémből öntött, ütővel ellátott, idiofon hangszer. A behangolt csengettyűsorozat zenei előadásra, dallamjátékra használható.

## Amerikai és angol kézicsengettyűk
A hangolt kézicsengettyűk eredetileg a templomi harangozóknak készültek, akik a hangszer segítségével elhagyhatták a templomtornyokat és így megszabadultak a helyhez kötöttség hátrányaitól. Kivihették tudásukat, műveiket a templomokból, nem mellékesen, kényelmesen ülve adták elő darabjaikat, a rideg templomtornyoktól megszabadulva. A kézi csengettyűjáték elterjedésében nagy szerepet játszott a második világháború, mert a harcokban sok templom megsemmisült.
A kézicsengők a templomok harangjait képviselték, kezdetben 6 vagy 12 diatonikusan hangolt csengettyűvel. Az új hangszerrel emellett lehetővé vált, hogy egy kézben több csengettyűt tartson a harangjátékos, ezáltal több szólamú művek előadására is lehetőség nyílt. A több csengettyűvel való játék komoly szellemi kihívás, ezért a kézicsengővel történő játék sokkal több gyakorlást igényel.
A tengerentúlon igen népszerű csengettyűegyüttesek előbb az ún. angol csengettyűt (english handbell) használták, ami – neve ellenére – Amerikából származik.
Az angol csengettyűk két alapvető jellemzője a különleges harangnyelv és a sajátos felhangok. Az angol csenegettyű harangnyelve egy irányban mozog előre-hátra, nem úgy, mint az iskolai csengőé, amely szabadon megütheti a harangot. Ugyanitt van egy kis rugó ami megtartja a harangnyelvet miután az megütötte a harangot, ezáltal az szabadon zenghet.
Az első felhang az angol csengettyűnél duodecima (12 hangnyi) távolságra van az alaphangtól (1 oktáv + tiszta kvint), míg a holland csengettyűnél ugyanez egy kis decima (1 oktáv + kis terc) vagy nagy decima (1 oktáv + nagy terc).
A gyártók minden csengettyű felhangjairól tájékoztatót adnak, mert különös figyelem szükséges ahhoz, hogy a felhangokkal együtt egy darab harmonikus egységet alkothasson. Minden előadónak sajátos módszere van a harmonikus felhangok kihangsúlyozására vagy elrejtésére, hogy ezzel bemutassák a csengettyűjáték egyedi hangzását.
Nagy-Britanniában megkülönböztetik az amerikai csengettyűt és az angol csengettyűt. Az angol csengettyűk a hagyományos bőrből készült harangnyelv-fejjel és fogantyúval készülnek, míg az amerikai csengettyűknél ehelyett modern anyagokat (műanyag, gumi) használnak, hogy alacsonyabb előállítási költség mellett ugyanazt a hangzást érjék el.

## Magyar csengettyűk
A hangszer magyarországi története néhány éves múltra tekint vissza. Az ötletet japán gyermekjátékok adták, ahol vaslemezből préselt színesre festett, hangolt nyeles, csengettyűkel segítik a gyermekek zenei nevelését. A magyar fejlesztés nem különbözik sokban japán társától, csupán pontosabb a hangolása és esztétikusabb kivitelben gyártják.
A magyar és angol csengettyűk közötti alapvető különbség érzékelhető a hangszerek árában (1 készlet angol csengettyű árából kb 30 szett magyar csengettyű vásárolható) és megszólalásában is. Míg az angol csengettyűk öntvény harangok, addig a magyar csegettyűket egy speciális acélötvözetből préselik, hangjuk csilingelőbb, ugyanakkor nagyjából egy hangerővel szólaltathatók meg (érzéketlenek a zenei dinamikára), s felépítésük is egy egyszerűbb iskolai csengőre hasonlít. Az angol csengettyűkkel már elérhető a halkabb és hangosabb csengettyűjáték váltakozása a harangok bonyolult felépítése következtében, ugyanakkor ez az árban és a csengő hangzásának másságában is megmutatkozik.

## Csengettyűegyüttesek
- Európai Harang- és Csengettyűegyüttesek Szövetsége

- Szironta Együttes – Besnyő
- Kisharang Csengettyű Együttes - Miskolc
- Animus Együttes- Miskolc
- Raleigh Ringers – USA
- Sonos Handbell Ensemble – USA
- Ring of Fire – USA
- Hong Kong Handbell Academy Youth Handbell Ensemble – Kína
- Arsis Handbells – együttesek és csengettyűs iskolák Észtországban